# Riodeva
Riodeva is een gemeente in de Spaanse provincie Teruel in de regio Aragón met een oppervlakte van 34,34 km². Riodeva telt 151 inwoners (1 januari 2016).

## Demografische ontwikkeling
Bron: INE, 1857-2011: volkstellingen